# Hajas Ilona
Hajas Ilona (Nagysimonyi, 1951. január 21. – Budapest, Józsefváros, 1989. április 25.) Kazinczy-díjas magyar televíziós bemondó, műsorvezető.

## Élete
Pedagógus szülők késői harmadik gyermekeként született. 1956 tavaszától Köcskön lakott a család, itt kezdte, viszont már Pesten folytatta az iskolát, ugyanis innen jobban látogathatták édesapjukat, akit a forradalom mellett történt kiállása miatt Kistarcsára internáltak. Az első általánost Inotán fejezte be, édesanyja ott jutott munkához. A következő évben visszaköltöztek Köcskre, mivel édesapja kiszabadult, itt tanítottak a szülei. Aktív résztvevője volt a szülei által szervezett köcski irodalmi színpad és vegyeskar életében. Fellépéseik során számos nívódíjat és közönségdíjat nyertek el. A felső tagozatot és a középiskola első évét a Berzsenyi Dániel Gimnáziumban végezte Celldömölkön, tanulmányi eredménye kitűnő volt. Következő évben átkerült a jánosházi gimnáziumba, ahol irodalmi tevékenységet is folytatott, majd 1969-ben leérettségizett.
Édesapja 1956-os tevékenysége miatt Hajas Ilona nem nyert felvételt az ELTE magyar-történelem szakára. Képesítés nélkül kezdett tanítani Nagysimonyiban. 1969-ben felvették a Szegedi Tanárképző Főiskola magyar-történelem szakára, egy év múlva Pécsett folytatta tanulmányait, és vezetője lett a főiskola irodalmi színpadának. A Péchy Blanka színésznő által indított „Szép magyar beszéd és kiejtés” országos versenyen is részt vett, 1973-ban Kazinczy-díjas lett. Ekkorra született meg lánya, Vivien, akinek apja az irodalmi színpad másik vezetőjeként tevékenykedett.
A Pécsi Tanárképző Főiskolán szerezte magyar-történelem szakos általános iskolai tanári diplomáját 1973-ban. Ezután, 1974-ig dolgozott a Magyar Televízió Pécsi Stúdiójában, külsősként. Egyik pécsi riportja eljutott Matúz Józsefnéhoz, a Magyar Televízió hírműsorainak főszerkesztőjéhez, aki  bemondónak ajánlotta őt.
1974-ben bemondói állásra jelentkezett  a Magyar Televíziónál. Kiválóan sikerültek próbafelvételei, így az állást elnyerte. A felvétel készítői első pillantásra meglátták benne a tehetséget. Beszédstílusa és orgánuma is egyedülállónak bizonyult.
Tanári képesítéséből kifolyólag vezette az Iskolatelevízió c. műsort is. Jó memóriájának köszönhetően minden konferálást hibátlanul, fejből mondott. Az Országos Rendező Iroda szervezésében Erdélybe vittek ki irodalmi és zenés műsorokat, ezeket ő konferálta és egyúttal az összekötő szövegeket is megírta. Hamarosan a tévénézők kedvence lett, több népszerű folyóirat (Ádám, Fürge Ujjak, Pesti Divat, Magyar Tükör, Film Színház Muzsika, Nők Lapja, Képes Újság) is készített vele riportot.
1980-ban feleségül ment Szabó Gyulához. A budai Újház utcában vásároltak lakást, melynek az átalakítását tervezték. Az ehhez szükséges pénzt Ilona vidéki fellépéseivel teremtette elő. Életének ezt az időszakát szinte gépkocsiban töltötte, folyamatosan úton volt, mivel egy este két-három előadást is vállalt. Életmódja aláásta fizikai és lelki egészségét egyaránt. Anyagcsere- és látászavarokkal küszködött. „Egyik napról a másikra megvakult. A bajai orvos hozta vissza a szeme világát. Bekerült a belgyógyászatra, mert egyéb gondok is támadtak. Besárgult a szemfehérje, sárgás lett a márványbőre. S közben? Közben élt. Vidáman, röhögcsélve, tréfálkozva. Imádta a társaságot, és szerette, ha imádták. Annál már csak egyet jobban: ha szerették. Minden meg is tett azért, hogy szeretnivaló legyen. Pazarolta magát. Az új ház, a virágok, a kert , a szépen terített asztal – mind-mind önmagáért és a környezetéért volt. Hogy elégedettek legyenek vele. Fontos volt számára, hogy mindent kibír… Azért fogy olyan gyorsan, azért ég olyan nagy lángon…” Kertész Zsuzsa (Pesti Divat 1989. 1. sz. „A bemondók korán halnak?”)
Lelki törésként élte meg, hogy lányát, Vivient nem vehette magához férje ellenállása miatt, aki senkit nem volt hajlandó megtűrni maga mellett a családból. Házassága megromlott, az agyonhajszolt életmód következtében többször került kórházba. A válópert beadta, majd visszaköltözött régi lakásába.
Az 1988-as szilveszteri műsorban tűnt fel utoljára. Egészsége folyamatosan romlott. A budapesti Fiumei úti kórházban hunyt el. Búcsúztatására a farkasréti temetőben került sor, a Magyar Televízió saját halottjának tekintette, jelen voltak kollégái és rajongói is. Nagysimonyiban helyezték örök nyugalomra, szülei mellé. Sírjára gyakran visznek virágot ismeretlenek is.
Hajas Ilona képernyőre termett ember volt. Mindig mosolygósan és üdén lépett be a stúdióba és magától értetődő egyszerűséggel foglalt helyet a bemondószékben. Külseje és kellemes hangja magával ragadta a nézőket, az egyik kedvenc bemondónőjük lett. Kollégái is szerették, mindig szívesen segített mindenkinek. Az Iskolatelevíziónak lett a kedves tanító nénije, tudását a képernyőn keresztül adta át kicsiknek és nagyoknak egyaránt. Vágyott arra, hogy minél többet tudjon, és hogy szakmájában minél többet érjen el.
Lánya, Vincze Vivien egy évig a Magyar Televíziónál volt bemondónő, később a Juventus Rádió hírszerkesztőjeként és hírolvasójaként dolgozott.